# Historias para no contar
Historias para no contar es una película cómica española de 2022 dirigida por Cesc Gay que contiene cinco historietas cortas dentro de sí misma. Comprende un reparto coral formado por actores reconocidos nacionales tales como Maribel Verdú, José Coronado, Anna Castillo, Chino Darín, entre otros.

## Sinopsis
La película, que está dividida en los siguientes segmentos: «Tengo ganas de verte», «Sandra», «Los martes y los jueves», «Me has hecho muy feliz estos meses» y «Paris», trata de encuentros inesperados, momentos ridículos o decisiones absurdas, cinco historias con una mirada ácida y compasiva a la incapacidad para gobernar nuestras propias emociones.

## Reparto
- Anna Castillo como Laura
- Chino Darín como Álex
- Javier Rey como Raúl
- Àlex Brendemühl como Luis
- Antonio de la Torre como Carlos
- María León como Ana
- Eva Reyes como Sandra
- Maribel Verdú como Blanca
- Alexandra Jiménez como Carol
- Nora Navas como Ángela
- José Coronado como Andrés
- Alejandra Onieva como Bárbara
- Javier Cámara como David
- Quim Gutiérrez como Edu
- Brays Efe como Jota
- Verónica Echegui como Sofía
- Eudald Font como Artur